# Ceplenița
Ceplenița – wieś w Rumunii, w okręgu Jassy, w gminie Ceplenița. W 2011 roku liczyła 1326 mieszkańców.